# Liste von Dreifaltigkeitskirchen
Die Liste von Dreifaltigkeitskirchen enthält Kirchengebäude, die der Heiligen Dreifaltigkeit (auch Trinitatis oder Dreieinigkeit) geweiht bzw. nach ihr benannt sind.
Klöster mit dem Patrozinium der Heiligen Dreifaltigkeit sind unter Dreifaltigkeitskloster aufgeführt.

## Kirchen nach Ländern

### Antarktis
- Dreifaltigkeitskirche (Antarktis)

### Argentinien
- Catedral Metropolitana de Buenos Aires

### Äthiopien
- Kathedrale der Heiligsten Dreifaltigkeit (Addis Abeba)

### Australien
- Holy Trinity Anglican Church (Woolloongabba)

### Bosnien und Herzegowina
- Dreifaltigkeitskirche (Amajlije)
- Dreifaltigkeitskirche (Rogatica)
- Dreieinigkeitskirche (Sarajevo)
- Christ-Erlöser-Kathedrale (Banja Luka)

### Bulgarien
- Dreifaltigkeitskirche (Drjanowo)
- Dreifaltigkeitskirche (Swischtow)

### Chile
- Evangelisch-Lutherische Trinitatiskirche (Santiago de Chile)
- Anglikanische Trinitatiskirche (Santiago de Chile)

### Dänemark
- Trinitatis Kirke, Kopenhagen

### Deutschland

#### A
- Dreifaltigkeitskirche (Aachen)
- St. Trinitatis (Aderstedt)
- Dreifaltigkeitskirche (Alsfeld)
- Heiligste Dreifaltigkeit (Altdorf)
- Heilige Dreifaltigkeit (Altenbeuern)
- St. Trinitatis (Altengottern), Thüringen
- Trinitatiskirche (Altenhausen)
- Hl. Dreifaltigkeit, Amberg
- Trinitatiskirche (Annaberg-Buchholz), Friedhofskirche
- Heilige Dreifaltigkeit (Arnegg)
- Jesuitenkirche (Aschaffenburg), Jesuitenkirche Heiligste Dreifaltigkeit
- Heiligste Dreifaltigkeit (Augsburg) in Augsburg
- Dreifaltigkeitskirche (Augsburg) in Augsburg
- St. Trinitatis (Aschach) in Bad Bocklet, Stadtteil Aschach

#### B
- Dreifaltigkeitskirche (Bad Berneck im Fichtelgebirge)
- St.-Trinitatis-Kirche (Bad Elster)
- Dreieinigkeitskirche (Bad Essen-Rabber)
- Dreifaltigkeitskirche (Kochendorf), Bad Friedrichshall, Ortsteil Kochendorf
- St. Trinitatis (Bad Langensalza)
- Dreifaltigkeitskirche (Bad Teinach)
- St. Trinitatis (Bad Tennstedt)
- Heilig Dreifaltigkeit (Bayreuth)
- Dreifaltigkeitskapelle (Bedernau)
- St. Trinitatis (Bechstedt-Wagd)
- Zur heiligen Dreifaltigkeit (Bechtheim)
- Heilige Dreifaltigkeit und St. Nikolaus (Bergenstetten)
- Heiligste Dreifaltigkeit (Bergstetten)
- Berlin:
  - Trinitatis-Kirche (Berlin-Charlottenburg)
  - Berliner Dom (1536–1747) (ab 1608 Oberpfarrkirche zur Heiligen Dreifaltigkeit)
  - Dreifaltigkeitskirche in Berlin-Mitte
  - Dreifaltigkeitskirche (Berlin-Friedrichshain)
  - Dreieinigkeitskirche (Berlin-Gropiusstadt)
  - Dreifaltigkeitskirche (Berlin-Lankwitz)
  - Dreieinigkeitskirche (Berlin-Steglitz)
  - Dreieinigkeitskirche (Berlin-Tegel)
- Dreifaltigkeitskirche (Bestwig), im Hochsauerlandkreis
- St. Trinitatis (Beutnitz), Thüringen
- Schlosskapelle Blutenburg
- Trinitatiskirche (Nette), im Ortsteil Nette von Bockenem
- Metropolitankirche Agia Trias in Bonn-Beuel (Limperich)
- Heilige Dreifaltigkeit (Brandenburg an der Havel)
- Trinitatis-Kirche (Braunlage)
- Hl. Dreifaltigkeit (Braunschweig)
- Dreifaltigkeitskapelle in Breitenfurt
- Heilige Dreifaltigkeit und Heiliger Johannes von Nepomuk (Breitenstein)
- Dreifaltigkeitskirche in Budenheim
- Kirche zur Hl. Dreifaltigkeit (Bülstringen)
- Hl. Dreifaltigkeit und St. Laurentius (Bundorf)
- Dreifaltigkeitskirche (Burgau)
- Dreifaltigkeitskirche (Burgkirchen an der Alz)
- Heilige Dreifaltigkeit (Burgwallbach)
- St. Trinitatis (Büttelbronn)
- Hl. Dreifaltigkeit Buttenwiesen
- Dreieinigkeitskirche (Buxach) im Memminger Stadtteil Buxach

#### C
- St. Trinitatis (Camburg)
- Trinitatiskirche (Carlsfeld), barocker Zentralbau im sächsischen Erzgebirge
- Dreieinigkeitskirche (Chemnitz)
- Dreifaltigkeitskirche (Chemnitz)
- Trinitatiskirche (Chemnitz-Hilbersdorf)
- Dreifaltigkeitskirche (Collinghorst)
- Dreifaltigkeitskirche (Crottendorf)

#### D
- Zur Allerheiligsten Dreifaltigkeit (Dainbach)
- Evangelische Dreifaltigkeitskirche (Darmstadt-Eberstadt)
- Evangelische Dreifaltigkeitskirche Dauernheim
- Trinitatiskirche (Deuselbach) (Hunsrück)
- Stadtkirche Zur Heiligen Dreifaltigkeit (Delmenhorst), Niedersachsen
- St. Trinitatis (Derenburg)
- Heilige Dreifaltigkeit (Dermbach)
- Dreieinigkeitskirche (Dessau)
- Dreifaltigkeitskirche (Detmold)
- Dreieinigkeitskirche (Dettelbach)
- Heilige Dreifaltigkeit (Dietershofen bei Illertissen)
- Dreifaltigkeitskapelle (Dingolfing)
- Dreifaltigkeitskirche (Dommelstadl)
- Dreifaltigkeitskirche (Dortmund)
- Evangelische Dreifaltigkeitskirche (Dörzbach)
- Heilige Dreifaltigkeit (Dreifaltigkeit)
- Dreifaltigkeitskirche (Dreifelden)
- Katholische Hofkirche, Kathedrale Sanctissimae Trinitatis in Dresden
- Ruine Trinitatiskirche in Dresden
- Heilige Dreifaltigkeit (Düsseldorf)
- Trinitatiskirche in Düsseldorf-Rath

#### E
- Dreifaltigkeitskirche (Ebenshausen), Thüringen
- Dreifaltigkeitskirche (Eckersmühlen), Bayern
- Heiligste Dreifaltigkeit (Egenhofen)
- Schlosskirche St. Trinitatis (Eisenberg), Thüringen
- Dreifaltigkeitskirche (Eisfeld), Thüringen
- Dreifaltigkeitskirche (Elsenz) in Eppingen-Elsenz
- Heilige Dreifaltigkeit (Engfurt)
- Dreifaltigkeitskapelle in Enniger
- Dreifaltigkeitskapelle (Enzenstetten)
- Altstädter Dreifaltigkeitskirche (Erlangen)
- Dreifaltigkeitskirche (Eschenau)
- Dreieinigkeitskirche (Eschweiler)
- Dreifaltigkeitskirche in Essen-Borbeck
- Trinitatiskirche in Essen-Altenessen (Schließung 2005, Abriss)
- Kirche Hl. Dreifaltigkeit Essen-Eiberg (1958–2008, heute Behindertenheim)
- Heilige Dreifaltigkeit (Schweinheim) in Euskirchen-Schweinheim

#### F
- Dreifaltigkeitskapelle (Fahrenberg)
- Dreifaltigkeitskirche (Finsterbergen)
- Trinitatiskirche (Finsterwalde)
- Dreifaltigkeitskirche (Flein)
- Dreifaltigkeitskirche (Frankenthal)
- Dreifaltigkeitskirche (Frankfurt am Main), Kuhwaldsiedlung
- Dreifaltigkeitskirche (Freiburg im Breisgau)
- Heilige Dreifaltigkeit (Freihung)
- Trinitatiskirche (Frössen)

#### G
- Trinitatiskirche Gablenz (Oberlausitz)
- Dreifaltigkeitskirche (Gaibach)
- Dreifaltigkeitskapelle (Geiselwind)
- St. Trinitatis (Genthin), Sachsen-Anhalt
- Trinitatiskirche (Gera)
- Zur heiligen Dreifaltigkeit (Gießübel), Thüringen
- St. Trinitatis (Gommern)
- Dreifaltigkeitskirche (Görlitz)
- Basilika Gößweinstein, Bayern
- Dreifaltigkeitskirche (Gräfenhain)
- Heilige Dreifaltigkeit (Grafenwiesen)
- Marktkirche zur Heiligen Dreifaltigkeit (Grafing bei München)
- Heiligste Dreifaltigkeit (Grainet)
- Heilige Dreifaltigkeit (Granswang)
- Heilige Dreifaltigkeit (Grasmannsdorf)
- St. Trinitatis (Grimma)
- Heiligste Dreifaltigkeit (Großberghausen)
- St.-Trinitatis-Kirche (Großbreitenbach)
- Trinitatis-Kirche (Großhelmsdorf)
- Heilige Dreifaltigkeit (Güglingen)
- Ss. Trinitatis (Günzburg)
- Zur Heiligsten Dreifaltigkeit (Gutenberg an der Gennach)
- Trinitatiskirche (Gütersloh)
- St. Trinitatis (Guthmannshausen)

#### H
- Haberberger Trinitatis-Kirche
- Dreifaltigkeitskapelle (Hagenheim)
- St. Trinitatis (Haigerloch)
- Dreifaltigkeitskirche (Hain)
- Dreifaltigkeitskirche Hainchen
- Trinitatiskirche Hainichen (Sachsen)
- Trinitatiskirche Hainichen (Thüringen)
- Dreieinigkeitskirche (Halle)
- Hamburg
  - Dreieinigkeitskirche (Hamburg-Allermöhe)
  - Dreieinigkeitskirche (Steinbeker Kirche) Billstedt
  - Hauptkirche St. Trinitatis (Hamburg-Altona)
  - Hl.-Dreieinigkeits-Kirche (Hamburg-St. Georg)
  - Dreifaltigkeitskirche (Hamburg-Hamm)
  - Dreifaltigkeitskirche (Hamburg-Harburg)
  - Trinitatiskirche (Hamburg-Rahlstedt)
- St. Trinitatis (Hamma)
- Dreifaltigkeitskapelle (Hannover)
- Dreifaltigkeitskirche (Hannover)
- Heiligste Dreifaltigkeit (Hartenstein)
- Dreifaltigkeitskirche (Haunsheim)
- St. Trinitatis (Hauröden)
- Dreifaltigkeitskirche (Hausen)
- St. Trinitatis (Hedersleben)
- Dreifaltigkeitskapelle (Heiligenhoven)
- Dreifaltigkeitskapelle (Heimbach-Weis)
- Kirche zur Heiligen Dreifaltigkeit (Heimburg)
- St. Trinitatis (Herbsleben), Thüringen
- Trinitatiskirche in Herford-Falkendiek
- St. Dreifaltigkeit (Herne)
- St. Trinitatis (Herrengosserstedt)
- Dreifaltigkeitskirche (Hindfeld)
- Pfarrkirche Heilige Dreifaltigkeit (Hirschlanden) in Ditzingen
- Dreifaltigkeitskirche (Hohenlockstedt)
- Dreieinigkeitskirche (Hof) (Saale)
- Trinitatiskirche (Holzengel)
- Dreifaltigkeitskirche (Holzhausen), Thüringen
- Dreifaltigkeitskirche (Hunteburg)

#### I
- Trinitatiskirche Ifta, Thüringen
- St. Trinitatis (Illeben)
- St. Trinitatis (Immenrode)
- Hl. Dreifaltigkeit (Iserlohn)

#### J
- Trinitatiskirche (Jaderaltendeich), Niedersachsen
- Dreifaltigkeitskapelle (Jakobwüllesheim)

#### K
- Dreifaltigkeitskirche Kappl
- Dreifaltigkeitskirche (Kaufbeuren)
- Hl. Dreifaltigkeit (Kausen)
- Dreifaltigkeitskapelle (Kempten)
- St. Trinitatis (Keula)
- Dreifaltigkeitskapelle (Kirchhausen)
- Dreieinigkeitskirche (Kirchwehren)
- Trinitatiskirche (Kittlitz)
- St. Trinitatis (Kleinvargula)
- St. Trinitatis (Klettbach), Thüringen
- Trinitatiskirche (Kleve)
- Trinitatiskirche in Klingenberg am Main
- Dreifaltigkeitskapelle (Koblenz-Güls)
- Dreifaltigkeitskapelle (Koblenz-Süd)
- Dreifaltigkeitskirche (Kocherbach)
- Hl. Dreifaltigkeit (Köln-Poll)
- Trinitatiskirche (Köln)
- Pfarrkirche Hl. Dreifaltigkeit in Kolbermoor
- Pfarrkirche Hl. Dreifaltigkeit in Kollnburg
- Dreifaltigkeitskirche (Konstanz)
- Wehrkirche Kößlarn (Pfarrkirche Heiligste Dreifaltigkeit), Bayern
- Heiligste Dreifaltigkeit (Kranlucken), Thüringen
- Hl. Dreifaltigkeit (Kreuz), Bayern
- Heiligste Dreifaltigkeit (Krickelsdorf), Bayern
- Heiligste Dreifaltigkeit (Kronburg), Bayern
- Dreifaltigkeitskirche Krusendorf
- Heilige Dreifaltigkeit (Kühlungsborn)
- Simultankirche Heiligste Dreifaltigkeit in Schloss Theisenort, Gemeinde Küps, Bayern
- Hl. Dreifaltigkeit (Kützbrunn)

#### L–M
- Trinitatiskirche (Langenzenn), Langenzenn
- Trinitatiskirche (Langholt)
- Dreifaltigkeitskapelle in Laub
- Katholische Filialkirche Hl. Dreifaltigkeit und St. Leonhard in Laugna
- St. Trinitatis (Legefeld), Thüringen
- Hl. Dreifaltigkeit (Hämelerwald), Lehrte, Ortsteil Hämelerwald
- Leipzig
  - Propsteikirche St. Trinitatis
  - Propsteikirche St. Trinitatis (1982)
  - Alte Trinitatiskirche (Leipzig)
  - Evangelisch-Lutherische Trinitatiskirche Leipzig
  - St.-Trinitatis-Kirche der Selbständigen Evangelisch-Lutherischen Kirche
- Zur Heiligen Dreifaltigkeit (Lenkersheim)
- Dreifaltigkeitskirche (Leutkirch)
- Dreieinigkeitskirche (Lichtenau)
- St. Trinitatis (Liebenburg)
- Heiligste Dreifaltigkeit (Lisberg)
- St. Trinitas (Lübben)
- Dreifaltigkeitskirche (Lübeck-Kücknitz)
- Zur Heiligsten Dreieinigkeit (Ludwigsburg)
- Dreifaltigkeitskirche (Ludwigshafen)
- Dreifaltigkeitskirche (Mannheim)
- Trinitatiskirche (Mannheim)
- Trinitatiskirche (Marburg)
- Heiligste Dreifaltigkeit (Marktgraitz)
- Trinitatiskirche (Meißen-Zscheila)
- Dreifaltigkeitskirche (Memmelsdorf-Drosendorf)
- Dreifaltigkeitskirche (Meßbach)
- Dreifaltigkeitskapelle (Messenhausen), im OT Messenhausen der Stadt Rödermark
- St. Trinitatis (Molsdorf)
- Schlosskapelle St. Trinitatis (Moritzburg)
- Dreifaltigkeitskirche (Monreal)
- Pfarrkirche Monstab
- Hl. Dreifaltigkeit (Moosthenning), Wallfahrtskirche im Ortsteil Dreifaltigkeitsberg, Gemarkung Rimbach, Gemeinde Moosthenning
- Dreifaltigkeitskapelle (Muglhof), bei Muglhof, kreisfreie Stadt Weiden in der Oberpfalz, Bayern
- Dreifaltigkeitskapelle Kärlich (Mülheim-Kärlich)
- München
  - Dreifaltigkeitskirche (München)
  - Dreieinigkeitskirche (München) in München-Bogenhausen
  - Heilige Dreifaltigkeit (Nymphenburg) in München-Nymphenburg
  - Trinitatiskirche (München-Obermenzing), Selbständige Evangelisch-Lutherische Kirche
- Münster
  - Dreifaltigkeitskirche (Münster) (Westfalen)
  - Trinitatiskirche in Münster
- Heilige Dreifaltigkeit (Münzenried)
- Dreifaltigkeitskapelle (Myweiler)

#### N
- Dreifaltigkeitskirche (Neubruchhausen)
- Dreifaltigkeitskirche (Neudrossenfeld)
- Trinitatiskirche (Neuendorf)
- Trinitatiskirche (Neuenhofe)
- Klosterkirche St. Trinitatis (Neuruppin)
- Dreifaltigkeitskirche (Neusalza), Neusalza-Spremberg
- Heilige Dreifaltigkeit (Neustadt), Hessen
- Dreifaltigkeitskirche (Neustadt am Kulm)
- Heilige Dreifaltigkeit (Neustadt an der Waldnaab)
- Heiligste Dreifaltigkeit (Niederraunau)
- Dreifaltigkeitskapelle (Notzing)
- Dreieinigkeitskirche (Nürnberg)[1]

#### O
- Dreifaltigkeitskirche (Oberbalzheim)
- Heilige Dreifaltigkeit (Oberdischingen)
- Dreieinigkeitskirche (Obereichenbach)
- Trinitatiskirche (Oberschleißheim)
- Dreifaltigkeitskapelle (Oedheim)
- Hl. Dreifaltigkeit (Offenbach am Main)
- Dreifaltigkeitskirche (Offenburg)
- Dreifaltigkeitskirche (Ohlsbach)
- St. Trinitatis (Ohrdruf)
- Dreifaltigkeitskirche (Oldenburg)
- Hl. Dreifaltigkeit (Olgishofen)
- Dreifaltigkeitskirche (Osternohe)
- St. Trinitatis (Ottendorf)

#### P – R
- Heilige Dreifaltigkeit (Parey)
- Trennbach-Kapelle, eigentlich Dreifaltigkeitskapelle, Passau
- Trinitatiskirche (Peckelsheim)
- Heilige Dreifaltigkeit (Presseck)
- Dreifaltigkeitskirche (Ränkam)
- Dreifaltigkeitskapelle (Rappach) in Mömbris
- Dreifaltigkeitskirche (Ravensburg)
- Heilige Dreifaltigkeit (Regendorf)
- Dreieinigkeitskirche (Regensburg)
- Dreifaltigkeitskirche (Regensburg)
- Dreifaltigkeitskapelle (Reicholzheim)
- Dreifaltigkeitskirche (Reinheim)
- Dreifaltigkeitskirche (Reinsdorf)
- Pfarrkirche Heilige Dreifaltigkeit (Rentweinsdorf)
- Dreifaltigkeitskapelle (Rieden an der Kötz)
- Trinitatiskirche (Riesa)
- St. Trinitatis (Riethgen)
- Trinitatis-Kirche (Rodias)
- Heilige Dreifaltigkeit (Rohrbach)
- St. Trinitatis (Röpsen), Thüringen
- St. Trinitatis (Roßdorf)
- St. Trinitatis (Roßla)
- Dreieinigkeitskirche (Rudolzhofen)
- St. Trinitatis (Ruhla)
- Heilige Dreifaltigkeit (Ruthe)

#### S
- Heilige Dreifaltigkeit (Saal an der Saale)
- Hl. Dreifaltigkeit (Fraulautern)
- Dreifaltigkeitskirche (Sandhausen)
- Dreifaltigkeitskapelle (Schlammersdorf)
- Dreifaltigkeitskapelle (Schleckheim) bei Aachen
- Dreifaltigkeitskirche (Schleswig)
- Hospitalkirche St. Trinitatis (Schneeberg), Schneeberg (Erzgebirge)
- Anbetungskirche (Schönstatt)
- Heiligste Dreifaltigkeit (Schopflohe)
- St. Trinitatis (Schwabhausen)
- Dreifaltigkeitskapelle (Schwäbisch Gmünd)
- Heiligste Dreifaltigkeit (Schwanstetten)
- Dreifaltigkeitskirche (Schwarzenfeld)
- Dreieinigkeitskirche (Schweinfurt)
- St. Trinitatis (Schwerstedt), Thüringen
- St.-Trinitatis-Kirche (See), Sachsen
- Hl. Dreifaltigkeit (Seelze)
- Gottesackerkirche Zur Heiligen Dreifaltigkeit (Selb)
- Heilige Dreifaltigkeit (Sickertshofen)
- St. Trinitatis (Sievershausen) im OT Sievershausen der Stadt Dassel, Niedersachsen
- St. Trinitatis (Sohnstedt)
- Trinitatiskirche (Sondershausen)
- Wallfahrtskirche auf dem Dreifaltigkeitsberg, Spaichingen
- Dreifaltigkeitskirche (Speyer)
- Dreifaltigkeitskirche (Spichra)
- Dreifaltigkeitskirche (Stetten)
- Dreifaltigkeitskirche (Stralsund)
- Dreieinigkeitskirche (Streitberg)
- Dreieinigkeitskirche (Stützerbach), Thüringen
- Dreifaltigkeitskirche Stützengrün, Sachsen
- Heiligste Dreifaltigkeit (Sulzberg)

#### T
- Dreifaltigkeitskirche (Tangermünde)
- St. Trinitatis (Steuden), Teutschenthal
- Heilige Dreifaltigkeit (Thal)
- Heiligste Dreifaltigkeit (Theisenort)
- Dreifaltigkeitskapelle (Tiefenberg)
- Dreifaltigkeitskirche (Titschendorf)
- Dreieinigkeitskirche (Todenbüttel)
- Kirche zur Hl. Dreifaltigkeit (Jesuitenkirche) in Trier

#### U–V
- Dreifaltigkeitskirche (Ulm)
- St. Trinitatis (Unterellen), Thüringen
- Dreifaltigkeitskapelle in Unterfahlheim (Teil der Gemeinde Nersingen)
- Dreifaltigkeitskirche Unterjoch
- Trinitatiskirche (Unterlauter)
- Dreifaltigkeitskirche (Unterschwaningen)
- Dreifaltigkeitskapelle in Unterwaldhausen
- Trinitatiskirche (Vachdorf)
- St. Trinitatis (Veilsdorf)
- Dreifaltigkeitskapelle (Vettweiß)
- Spitalkirche zur Heiligen Dreifaltigkeit (Vilsbiburg)

#### W
- Heilige Dreifaltigkeit (Waidhaus)
- Heilige Dreifaltigkeit (Waltenhofen)
- Heilige Dreifaltigkeit (Walterskirchen)
- St. Trinitatis (Wangenheim)
- St. Trinitatis (Warlitz)
- Dreieinigkeitskirche (Wassertrüdingen)
- St. Trinitatis (Wasungen)
- St.-Trinitatis-Kirche in Wehrsdorf, Sachsen
- St.-Trinitatis-Kirche in Weigersdorf, Sachsen
- Allerheiligste Dreifaltigkeit (Weilmünster)
- St. Trinitatis (Legefeld) in Weimar, Thüringen
- Dreieinigkeitskirche (Weißenbrunn)
- Dreifaltigkeitskirche (Weißenbrunn vorm Wald)
- Dreifaltigkeitskirche (Westheim)
- Trinitatiskirche (Wewelsfleth)
- Dreifaltigkeitskirche (Wiebelskirchen)
- St. Trinitatis (Wiesa)
- Dreifaltigkeitskirche (Wiesbaden)
- Dreieinigkeitskirche (Winkelhaid)
- St.-Trinitatis-Kirche (Wolfenbüttel)
- St. Trinitatis (Wolkramshausen)
- Dreifaltigkeitskirche (Worms)
- Zur Heiligen Dreifaltigkeit (Wunsiedel)
- Trinitatiskirche (Wuppertal)

#### Z
- Nikolaikirche (Zeitz) hieß ursprünglich Trinitatiskirche
- Trinitatiskirche (Zerbst/Anhalt)
- Dreieinigkeitskirche (Zeulenroda)
- Dreifaltigkeitskirche (Zittau)
- Dreifaltigkeitskirche (Zossen)
- Heilige Dreifaltigkeit (Zwochau) hieß ursprünglich Hl. Pius X.
- Trinitatiskirche (Zwönitz)

### Finnland
- Dreifaltigkeitskathedrale (Oulu)

### Frankreich
- Ste-Trinité (Anzy-le-Duc) in Anzy-le-Duc, Burgund
- La Trinité (Aregno), Korsika
- Trinitarierkirche (Arles)
- Ste-Trinité (Caen), Normandie
- La Trinité (Calan), Bretagne
- Ste-Trinité in Cherbourg-en-Cotentin, Normandie
- Chapelle de la Trinité (Concarneau), Bretagne
- St-Prix (Dyo) in Dyo, Burgund
- La Trinité (Falaise) in Falaise, Normandie
- Abbatiale de la Sainte-Trinité in Fécamp, Normandie
- Kathedrale von Laval, Pays de la Loire
- Dreifaltigkeitskirche (Lauterbourg), Elsass
- Abbaye de Sainte-Trinité (Lessay), Normandie
- Chapelle de la Trinité (Lyon)
- La Trinité (Marseille)
- La Trinité (Paris)
- Dreifaltigkeitskathedrale (Paris)
- La Trinité (Peisey)
- St-Trinit in der Vaucluse
- La Trinité (Vendôme)

### Georgien
- Gergetier Dreifaltigkeitskirche bei Stepanzminda
- Sameba-Kathedrale (Dreifaltigkeits-Kathedrale) in Tiflis

### Griechenland
- Agia Triada (Vrondou)

### Großbritannien
- Holy Trinity Church (Ayr), Schottland
- Church of the Holy Trinity (Berwick-on-Tweed)
- Bristol Cathedral
- Kathedrale von Carlisle (The Cathedral Church of the Holy and Undivided Trinity)
- Trinity Church (Cheltenham)
- Kathedrale von Chichester (The Cathedral Church of The Holy Trinity)
- Christchurch Priory
- Holy Trinity Church in Coventry
- Holy Trinity Church (Coverham)
- Kathedrale von Ely (The Cathedral Church of the Holy and Undivided Trinity of Ely)
- Trinity Duke Street Church, Glasgow
- Kathedrale von Gloucester (The Cathedral Church of The Holy and Indivisible Trinity)
- Hull Minster
- Trinity Church (Irvine), Schottland
- Kendal Parish Church
- Holy Trinity Church (Kilmarnock)
- Holy Trinity Brompton, London
- Kathedrale der Heiligen und Ungeteilten Dreifaltigkeit in Norwich
- Trinity Parish Church (Renton)
- Holy Trinity Church (Richmond)
- Holy Trinity Church (St Andrews)
- Stonegrave Minster
- Holy Trinity Church (Southport)
- Holy Trinity Church in Stratford-upon-Avon
- Holy Trinity, Goodramgate in York
- Holy Trinity, Micklegate in York

### Irland
- Trinitarierkirche (Adare), County Limerick
- Christ Church Cathedral (Dublin), (The Cathedral of the Most Holy Trinity)

### Israel
- Dreifaltigkeitskathedrale (Jerusalem)

### Italien
- Trinitatiskirche in Arco
- Kathedrale von Campobasso
- Santa Trinita (Florenz)
- Santissima Trinità degli Spagnoli, Neapel
- Santissima Trinità degli Spagnoli, Rom (Via Condotti)
- Santissima Trinità dei Pellegrini in Neapel
- Santissima Trinità delle Monache, Neapel
- Santissima Trinità della Magione, Palermo
- Santissima Trinità dei Monti in Rom
- Santissima Trinità dei Pellegrini in Rom
- Santissima Trinità di Saccargia, Sardinien
- Santissima Trinità di Delia bei Castelvetrano (Provinz Trapani), Sizilien
- Kirche zur Heiligen Dreifaltigkeit (Schlanders), Südtirol
- Kirche der Dreifaltigkeit und des Hl. Spyridon, in Triest

### Kanada
- Cathedral of the Holy Trinity (Québec)

### Kirgisistan
- Kathedrale der heiligen Dreifaltigkeit (Karakol)

### Kroatien
- Griechisch-Katholische Kathedrale der Heiligsten Dreieinigkeit, Križevci
- Dreifaltigkeitskathedrale (Pakrac)

### Lettland
- Dreifaltigkeitskathedrale (Liepāja)

### Litauen
- Heiligste Dreifaltigkeit (Garliava)
- Heiligste Dreifaltigkeit (Liubavas)
- Heiligste Dreifaltigkeit (Nemakščiai)

### Luxemburg
- Dreifaltigkeitskirche (Luxemburg-Stadt)
- Trinitarierkirche (Vianden)

### Mexiko
+ Kathedrale von Autlán

### Neuseeland
- Holy Trinity Church (Pakaraka) in der Region Northland, Baudenkmal

### Nigeria
- Cathedral Basilica of the Most Holy Trinity in Onitsha

### Norwegen
- Dreifaltigkeitskirche (Arendal)
- Dreifaltigkeitskirche (Oslo)

### Österreich

#### Burgenland
- Pfarrkirche Gattendorf (Burgenland)
- Pfarrkirche Kroatisch Minihof
- Pfarrkirche Oggau
- Katholische Pfarrkirche Rust am See
- Pfarrkirche Weiden am See
- Katholische Pfarrkirche Weppersdorf

#### Kärnten
- Pfarrkirche Unterloibl in Ferlach
- Pfarrkirche Heilige Dreifaltigkeit am Gray in Frauenstein
- Dreieinigkeitskirche Gmünd in Kärnten
- Dreifaltigkeitskirche (Lavamünd)
- Pfarrkirche Rubland
- Pfarrkirche Teuchl in Reißeck
- Pfarrkirche Völkendorf, Villach
- Dreifaltigkeitskirche (Wolfsberg)

#### Niederösterreich
- Dreieinigkeitskirche (Berndorf)
- Pfarrkirche Bruck an der Leitha
- Pfarrkirche Deinzendorf
- Pfarrkirche Deutsch-Haslau
- Pfarrkirche Gießhübl
- Dreieinigkeitskirche (Gloggnitz)
- Pfarrkirche Großharras
- Pfarrkirche Großmeiseldorf
- Pfarrkirche Karnabrunn
- Dreieinigkeitskirche (Korneuburg)
- Pfarrkirche Hundsheim
- Pfarrkirche Judenau
- Schlosspfarrkirche Loosdorf
- Filialkirche Moritzreith
- Pfarrkirche Neulengbach
- Filialkirche Neubau
- Pfarrkirche Oberhöflein
- Pfarrkirche Obermallebarn
- Filialkirche Parbasdorf
- Spitalskirche (Perchtoldsdorf)
- Pfarrkirche Pressbaum
- Pfarrkirche Reingers
- Pfarrkirche Reintal
- Dreifaltigkeitskirche (Schwechat)
- Basilika Sonntagberg
- Ortskapelle Sitzenhart
- Franziskanerkirche (St. Pölten)
- Pfarrkirche Trattenbach
- Pfarrkirche Waitzendorf
- Stiftskirche (Wiener Neustadt)
- Pfarrkirche Zwölfaxing

#### Oberösterreich
- Pfarrkirche Andrichsfurt
- Pfarrkirche Heiligenberg
- Pfarrkirche Obertraun
- Pfarrkirche Riedberg
- Evangelische Pfarrkirche Wallern an der Trattnach
- Evangelische Trinitatiskirche (Stadl-Paura)
- Wallfahrtskirche Stadl-Paura
- Gahbergkapelle

#### Salzburg
- Dreifaltigkeitskirche (Salzburg)
- Pfarrkirche Hinterthal
- Pfarrkirche Weißbach bei Lofer

#### Steiermark
- Pfarrkirche Bierbaum am Auersbach
- Katholische Pfarrkirche Gaishorn
- Dreifaltigkeitskirche (Graz)
- Karlauerkirche in Graz
- Pfarrkirche Gutenberg an der Raabklamm
- Pfarrkirche Großwilfersdorf
- Heilige Dreifaltigkeit (Hausmannstätten)
- Pfarrkirche Thörl
- Dreifaltigkeitskirche (Trofaiach)
- Pfarrkirche Tieschen
- Heiligen-Geist-Kapelle Bruck an der Mur, ursprünglich Dreifaltigkeitskirche

#### Tirol
- Pfarrkirche Assling
- Pfarrkirche Barwies in Mieming
- Pfarrkirche Feichten
- Jesuitenkirche (Innsbruck)
- Kropfbühelkirche in Längenfeld
- Hofkapelle Oblasserberg
- Pfarrkirche Pians
- Pfarrkirche Pertisau
- Dreieinigkeitskirche (Reutte)
- Filialkirche Strassen
- Dreifaltigkeitskapelle in Tannheim

#### Vorarlberg
- Dreifaltigkeitskapelle (Schönenbach), Gemeinde Bezau
- Pfarrkirche Bings
- Dreifaltigkeitskirche (Bludenz)
- Pfarrkirche Schwarzenberg (Vorarlberg)
- Kapelle Kehlen
- Kapelle Hl. Dreifaltigkeit (Hohenems)

#### Wien
- Dreifaltigkeitskirche (Favoriten) in Wien-Favoriten
- Griechenkirche zur Heiligen Dreifaltigkeit, Wien
- Dreifaltigkeitskapelle in der Klinik Hietzing, Wien-Hietzing
- Alserkirche in Wien-Josefstadt (Alsergrund)
- Pfarrkirche Stammersdorf in Wien-Floridsdorf
- Pfarrkirche Süßenbrunn in Wien-Donaustadt
- Trinitatiskirche in Wien-Penzing
- Wotrubakirche in Wien-Liesing

### Polen
- Dreifaltigkeitskirche (Baldwinowice), römisch-katholische Schrotholzkirche in der schlesischen Ortschaft Baldwinowice (Belmsdorf) in der Woiwodschaft Opole
- Dreifaltigkeitskirche (Boguschütz) (Boguschütz)
- Dreifaltigkeitskirche (Braniewo) (Braunsberg), griechisch-katholische Kirche
- Dreifaltigkeitskirche (Budry) (Buddern), ursprünglich evangelische, jetzt römisch-katholische Pfarrkirche in Ostpreußen
- Basilika Heilige Dreifaltigkeit (Chełmża), römisch-katholische Kirche
- Dreifaltigkeitskirche (Cieszyn), kath.
- Dreifaltigkeitskapelle in Duszniki-Zdrój (Bad Reinerz), römisch-katholische Kapelle
- St.-Trinitatis-Kirche (Danzig)
- Kirche der Heiligen Dreifaltigkeit und der Heiligen Katharina (Dzierzgoń) (Christburg)
- Trinitatiskirche (Gliwice) (Gleiwitz), armenisch-katholische Kirche
- Dreifaltigkeitskirche (Gniezno) (Gnesen)
- Dreifaltigkeitskirche (Gorzów Wielkopolski) (Landsberg an der Warthe), evangelisch-lutherische Kirche
- Kathedrale der Heiligen Dreifaltigkeit (Hajnówka), römisch-katholische Kirche
- Evangelische Kirche (Kamieniec Ząbkowicki) (Kamenz), ehemals evangelische Kirche
- Maria Rosenkranz (Kamienna Góra) (Landeshut), evangelisch-lutherische Kirche
- Dreifaltigkeitskirche (Korfantów) (Friedland)
- Dominikanerbasilika (Krakau), römisch-katholische Kirche
- Dreifaltigkeitskirche (Krakau-Kazimierz)
- Dreifaltigkeitskirche (Kraplewo) (Kraplau), Ostpreußen, ursprünglich evangelische, jetzt evangelisch-methodistische Kirche
- Basilika Heilige Dreifaltigkeit (Krosno), römisch-katholische Kirche
- Dreifaltigkeitskirche (Leschnitz), Oberschlesien
- St.-Trinitatis-Kirche (Leszcz) (Heeselicht), Ostpreußen, vorübergehend evangelische, jetzt wieder römisch-katholische Kirche
- Dreifaltigkeitskirche (Lubań) (Lauban), Niederschlesien
- Dreifaltigkeitskapelle (Lublin)
- Dreifaltigkeitskirche (Mochau), Schlesien
- St.-Trinitatis-Kirche (Mrągowo) (Sensburg), evangelisch-lutherische Kirche
- Dom zu Oliva, Kathedrale des römisch-katholischen Bistums Danzig
- Dreifaltigkeitskirche (Opawica) (Troplowitz)
- Dreifaltigkeitskirche (Radom)
- Dreifaltigkeitskirche (Raków)
- Dreifaltigkeitskirche (Rudziczka) (Riegersdorf)
- Dreifaltigkeitskirche (Skoczów) (Skotschau)
- Dorfkirche Smołdzino (Schmolsin), ursprünglich evangelische, jetzt römisch-katholische Kirche in Pommern
- Dreifaltigkeitskirche (Stare Juchy) (Jucha, 1938–1945: Fließdorf), ursprünglich evangelische, jetzt römisch-katholische Kirche
- Dreifaltigkeitskirche (Stębark) (Tannenberg), ursprünglich evangelisch-lutherische, jetzt römisch-katholische Kirche
- St.-Trinitatis-Kirche (Stettin-Krzekowo), römisch-katholische Kirche
- St.-Trinitatis-Kirche (Stettin-Lastadie), evangelisch-lutherische Kirche
- Dreifaltigkeitskirche (Warschau), evangelisch-lutherische Kirche
- Dreifaltigkeitskirche (Żagań) (Sagan)

### Portugal
- Basilica da Santissima Trindade, Fatima

### Rumänien
- Dreifaltigkeitskathedrale (Alba Iulia) (Catedrala Sfânta Treime din Alba Iulia)
- Kathedrale von Blaj (Catedrala Sfânta Treime din Blaj)
- Orthodoxe Kathedrale von Sibiu (Catedrala Sfânta Treime din Sibiu)
- Jesuitenkirche (Hermannstadt)
- Kirche der Heiligen Dreifaltigkeit (Ronaț) in Temeswar

### Russland
- Dreifaltigkeitskirche (Gus-Schelesny)
- Dreifaltigkeitskirche (Marx)
- Dreifaltigkeitskirche zu Troize-Lykowo, Moskau
- Dreifaltigkeitskirche in Nikitniki
- Kirche der Heiligen Dreifaltigkeit (Pitschajewo)
- Dreifaltigkeitskathedrale (Sankt Petersburg)
- Dreifaltigkeits-Entschlafenskathedrale (Kineschma)
- Dreifaltigkeitskathedrale (Petropawlowsk-Kamtschatski)

### Schweiz
- Hl. Dreifaltigkeit (Adliswil), Kanton Zürich
- Dreifaltigkeitskapelle in Avry
- Dreifaltigkeitskirche (Bern)
- Dreifaltigkeitskirche (Bülach), Kanton Zürich
- Reformierte Kirche Santa Trinità (Castasegna)
- Hl. Dreifaltigkeit (Dürnten-Tann)
- Holy Trinity Church (Genf)
- Reformierte Kirche Poschiavo
- Holy Trinity Church (Pontresina)
- Reformierte Kirche S. Trinità (Vicosoprano)
- Hl. Dreifaltigkeit (Zollikon)

### Schweden
- Dreifaltigkeitskirche (Karlskrona)
- Dreifaltigkeitskirche (Kristianstad)
- Dreifaltigkeitskirche (Uppsala)

### Serbien
- Dreifaltigkeitskirche (Bradić)
- Dreifaltigkeitskirche (Gornji Milanovac)
- Dreifaltigkeitskirche (Negotin)
- Dreifaltigkeitskirche (Paraćin)
- Dreifaltigkeitskirche (Vrmdža)
- Dreifaltigkeitskirche (Zasavica I)

### Slowakei
- Trinitarierkirche (Bratislava)
- Evangelische Holzkirche von Kežmarok
- Dreifaltigkeitskirche (Košice)
- Dreifaltigkeitskirche (Mošovce)
- Dreifaltigkeitskirche (Trnava)
- Kathedrale der Heiligsten Dreifaltigkeit (Žilina)

### Slowenien
- Dreifaltigkeitskirche (Ljubljana)
- Kirche Heilige Dreifaltigkeit, Velika Nedelja

### Spanien
- La Trinitat de Batet, Batet de la Serra, Olot, Provinz Girona, Katalonien

### Syrien
- Kirche zur Heiligen Dreifaltigkeit (Aleppo)

### Trinidad und Tobago
- Holy Trinity Cathedral (Port of Spain)

### Tschechien
- Dreifaltigkeitskapelle (Andělská Hora)
- Dreifaltigkeitskapelle in Bynovec
- Dreifaltigkeitskirche (České Budějovice)
- Dreifaltigkeitskirche (Chýnov)
- Dreifaltigkeitskirche (Fulnek)
- Dreifaltigkeitskirche (Javorník)
- Dreifaltigkeitskirche in Jiřetín pod Jedlovou
- Dreifaltigkeitskirche (Klášterec nad Ohří)
- Dreifaltigkeitskirche (Litíč)
- Hl. Dreifaltigkeit (Pernink)
- Dreifaltigkeitskirche (Písek)
- Dreifaltigkeitskirche (Prag, Nové Město, Spálená)
- Dreifaltigkeitskirche (Prag, Nové Město, Trojická)
- Dreifaltigkeitskirche (Prag, Smíchov)
- Dreifaltigkeitskirche (Rakovník)
- Dreifaltigkeitskirche (Rusava)
- Dreifaltigkeitskapelle in Sokolov
- Dreifaltigkeitskirche (Střekov)
- Dreifaltigkeitskapelle (Suchá Rudná)
- Dreifaltigkeitskapelle in Úpohlavy
- Dreifaltigkeitskirche (Veselí)
- Dreifaltigkeitskirche (Zbyslav)

### Türkei
- Agia-Triada-Kirche, Samsun (Ruine)
- Surp-Yerrortutyun-Kirche, Eskişehir (profaniert)
- Surp-Yerrortutyun-Kirche, Sivrihisar

### Ukraine
- Dreifaltigkeitskathedrale in Berestetschko
- Dreifaltigkeitskathedrale in Dnipro
- Dreifaltigkeitskathedrale in Iwano-Frankiwsk
- Dreifaltigkeitskathedrale in Jahotyn
- Dreifaltigkeitskathedrale in Luhansk
- Dreifaltigkeitskathedrale (Luzk)
- Dreifaltigkeitskirche in Melitopol
- Dreifaltigkeitskathedrale in Pidwolotschysk
- Dreifaltigkeitskathedrale des Mariä-Entschlafens-Klosters (Potschajiw)
- Dreifaltigkeitskathedrale (Samar)
- Trinitatis-Kirche (Saturzi)
- Dreifaltigkeitskirche (Schowkwa)
- Dreifaltigkeits-Kathedrale (Sumy)
- Dreifaltigkeitskathedrale in Tscherkassy

### Uruguay
- Templo Inglés, Montevideo

### Vereinigte Staaten von Amerika
- Trinity Church (Beaverdam)
- Trinity Church (Boston)
- Trinity Church (Brooklyn) in Connecticut
- Trinity Episcopal Church (Columbia), South Carolina
- Trinity Church (Constantia)
- Trinity Church (Cornish Mills)
- Trinity Church (Elkridge)
- Trinity Church (Elmira)
- Trinity Church (Holderness)
- Trinity Church (Houston)
- Lennep Trinity Lutheran Church, Montana
- Trinity Church (Mason)
- Trinity Church (Milton)
- Dreifaltigkeitskirche Milwaukee
- Trinity Episcopal Church (Mobile, Alabama)
- Trinity Lutheran Church (New Leipzig)
- Trinity Church (New York City)
- Trinity Church (Newport)
- Trinity Church (Oakland)
- Trinity Church (Pawtucket)
- Church of the Holy Trinity (Philadelphia)
- Trinity Church Complex (Roslyn)
- Trinity Episcopal Church (Santa Barbara)
- Trinity Church (Scotland Neck)
- Trinity Parish Church (Seattle)
- Trinity Church (Swedesboro)
- Trinity Church (Thomaston)
- Trinity Church (Warsaw)
- Holy Trinity Catholic Church (Washington, D.C.)

### Vereinigtes Königreich
→ siehe Großbritannien

### Zypern
- Agia Trias, bei Sipahi, Distrikt Famagusta